# Nazionale femminile di rugby a 7 degli Stati Uniti d'America
La nazionale di rugby a 7 femminile degli Stati Uniti d'America è la selezione femminile che rappresenta gli Stati Uniti d'America a livello internazionale nel rugby a 7.
Nella prima edizione della Coppa del Mondo femminile, disputata a Dubai nel 2009, la nazionale statunitense è giunta al terzo posto a pari merito col Sudafrica dopo avere perso in semifinale 14-12 contro la Nuova Zelanda. Gli Stati Uniti partecipano inoltre alle World Rugby Sevens Series femminili, competizione annuale nella quale sono arrivati quarti durante l'edizione inaugurale 2012-13.
Alla Coppa del Mondo 2013 le statunitensi ancora una volta non sono riuscite a superare le semifinali per opera della Nuova Zelanda, si sono comunque aggiudicate un'altra medaglia di bronzo sconfiggendo 10-5 la Spagna ai tempi supplementari. 
Gli Stati Uniti hanno disputato il torneo femminile inaugurale di rugby a 7 svolto durante i Giochi panamericani di Toronto 2015, vincendo la medaglia d'argento dopo avere perso in finale 55-7 contro le padroni di casa del Canada.
Alle Olimpiadi di Rio de Janeiro 2016, che hanno segnato il debutto del rugby a 7 tra le discipline olimpiche, la nazionale statunitense raggiunge i quarti di finale dove viene sconfitta 5-0 dalla Nuova Zelanda, terminando successivamente la competizione al 5º posto.

## Palmarès
- Giochi panamericani

Toronto 2015: medaglia d'argento
Lima 2019: medaglia d'argento

## Partecipazioni ai principali tornei internazionali
- 2016: 5º posto
- 2020: 6º posto

- 2009:  semifinali
- 2013:  3º posto
- 2018: 4º posto

- 2012-13: 4º posto
- 2013-14: 7º posto
- 2014-15: 5º posto
- 2015-16: 6º posto
- 2016-17: 6º posto
- 2017-18: 5º posto
- 2018-19:  2º posto
- 2019-20: 5º posto

- 2015:  2º posto
- 2019:  2º posto